# Nashaways
Pour les articles homonymes, voir Nashua.

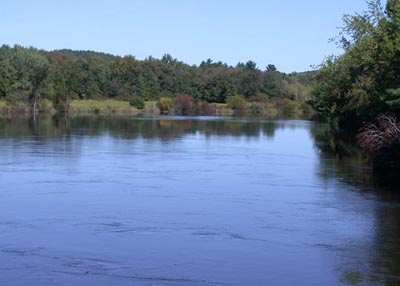
La rivière Nashua près de la ville de Groton

Les Nashaways ou Nashuas sont une tribu algonquienne qui occupaient la partie haute de la vallée de la Nashua dans le centre du Massachusetts actuel.